# 메톡사이드

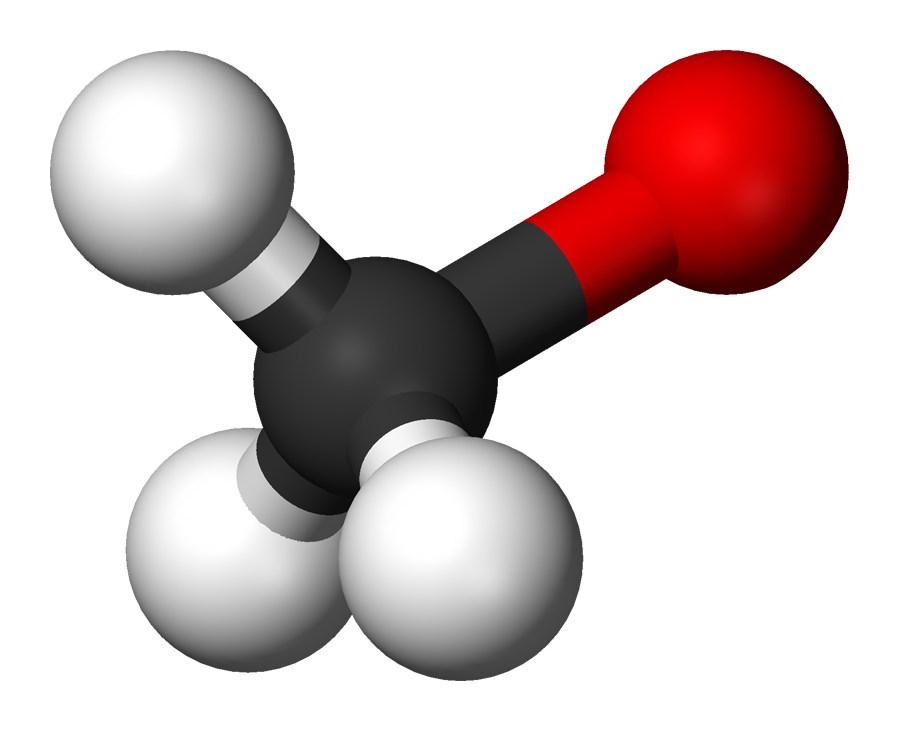
메톡사이드 이온의 구조.

메톡사이드(Methoxide)는 유기염으로 가장 간단한 알콕사이드이다. 금속 이온과 메톡사이드 이온의 화합물로 널리 사용되는 것으로는 나트륨(소듐) 메톡사이드와 칼륨(포타슘) 메톡사이드가 있고, 그외에도 리튬 메톡사이드, 루비듐 메톡사이드, 세슘 메톡사이드가 있다.

## 메톡사이드 이온
메톡사이드 이온의 화학식은 CH3O− 이고 메탄올의 짝염기이다. 하이드록시 이온 보다 강한 유기 염기이어서 메톡사이드 용액은 수분이 없도록 보관하여야 한다. 수분이 존재하면 물 분자로부터 수소이온을 탈취하여 메탄올과 하이드록시를 생성한다.

## 나트륨 메톡사이드
나트륨 메톡사이드는 나트륨 메틸레이트 혹은 나트륨 메탄올레이트로 불리기도 하는데 순수한 나트륨 메톡사이드는 백색의 분말이다. 칼륨 메톡사이드와 함께 바이오디젤의 상업적 생산을 위한 촉매로 자주 사용된다.

## 칼륨 메톡사이드
칼륨 메톡사이드는 바이오디젤의 생산 시에 에스테르 치환을 위한 촉매로 널리 사용된다.